# Tešanj
Tešanj (srbsky Тешањ) je město a sídlo stejnojmenné opčiny v Bosně a Hercegovině v Zenicko-dobojském kantonu. Nachází se asi 14 km jihozápadně od Doboje a asi 64 km severovýchodně od Zenice. V roce 2013 žilo v Tešanji 5 531 obyvatel, v celé opčině pak 46 135 obyvatel.

## Historie
První zmínka o městě pochází z roku 1461, kdy je Tešanj poprvé zmíněn v písemném dokumentu krále Štěpána Tomaševiće, ve kterém svému strýci Radivojovi. Tomu zde předal kromě jiných svých majetků i „město Tešanj na Usoře (regionu)“. Mezi lety 1463 až 1476 bylo město součástí středověkého bosenského království, sídlil zde Radivoj Kotromanić. Poté se stalo, spolu s celou Bosnou, na dlouhou dobu součástí Osmanské říše.
Nejstarší muslimské památky v Tešanji jsou z poloviny 16. století a o jejich výstavbu se zasloužil turecký správce Gazi Ferhad-bey. Mezi tyto stavby patří např. mešita Ferhadija. V této době již také existoval středověký hrad nad městem.
V 17. a 18. století existovalo v Tešanji na 40 obchodů. Byla také zbudována hodinová věž (sahat kula), která je 18,5 m vysoká. Od roku 1890 ukazuje čas dle evropských standardů.
Od roku 1918 byl Tešanj součástí Království Srbů, Chorvatů a Slovinců a později Jugoslávie. Po roce 1929 byl administrativně součástí Vrbaské bánoviny.

## Administrativní členění
Součástí opčiny je celkem 41 sídel:
- Blaževci – 131 obyvatel
- Bobare – 594 obyvatel
- Bukva – 1 022 obyvatel
- Cerovac – 533 obyvatel
- Čaglići – 713 obyvatel
- Čifluk – 640 obyvatel
- Dobropolje – 950 obyvatel
- Drinčići – 319 obyvatel
- Džemilić Planje – 1 330 obyvatel
- Jablanica – 758 obyvatel
- Jelah – 3 179 obyvatel
- Jelah-Polje – 390 obyvatel
- Jevadžije – 584 obyvatel
- Kalošević – 1 243 obyvatel
- Karadaglije – 798 obyvatel
- Koprivci – 520 obyvatel
- Kraševo – 1 472 obyvatel
- Lepenica – 1 620 obyvatel
- Ljetinić – 912 obyvatel
- Logobare – 525 obyvatel
- Lončari – 198 obyvatel
- Medakovo – 842 obyvatel
- Mekiš – 538 obyvatel
- Miljanovci – 902 obyvatel
- Mrkotić – 1 430 obyvatel
- Novi Miljanovci – 1 999 obyvatel
- Novo Selo – 902 obyvatel
- Orašje Planje – 974 obyvatel
- Piljužići – 1 943 obyvatel
- Potočani – 1 121 obyvatel
- Putešić – 525 obyvatel
- Raduša – 3 189 obyvatel
- Ripna – 158 obyvatel
- Rosulje – 1 035 obyvatel
- Šije – 2 738 obyvatel
- Tešanj – 5 531 obyvatel
- Tešanjka – 446 obyvatel
- Trepče – 1 745 obyvatel
- Tugovići – 459 obyvatel
- Vrela – 33 obyvatel
- Vukovo – 1 120 obyvatel